# Mehdi Carcela-González
Mehdi François Carcela-González (Lieja, Bélgica, 1 de julio de 1989) es un futbolista internacional marroquí. Juega en la posición de mediocampista y se encuentra sin equipo tras abandonar el Standard de Lieja.

## Selección nacional
Nacido en Bélgica, hijo de madre marroquí y padre español, posee las tres nacionalidades y optó por participar en la selección de fútbol de Marruecos después de jugar 2 partidos con la selección de fútbol de Bélgica.

## Clubes
| Club                   | País     | Año       |
| ---------------------- | -------- | --------- |
| Standard de Lieja      | Bélgica  | 2008-2011 |
| F. C. Anzhi Majachkalá | Rusia    | 2011-2013 |
| Standard de Lieja      | Bélgica  | 2013-2015 |
| S. L. Benfica          | Portugal | 2015-2016 |
| Granada C. F.          | España   | 2016-2017 |
| Olympiakos             | Grecia   | 2017-2018 |
| Standard de Lieja      | Bélgica  | 2018-2022 |

## Palmarés

### Títulos nacionales
| Título                      | Club              | País     | Año  |
| --------------------------- | ----------------- | -------- | ---- |
| Supercopa de Bélgica        | Standard de Lieja | Bélgica  | 2008 |
| Primera División de Bélgica | Standard de Lieja | Bélgica  | 2009 |
| Supercopa de Bélgica        | Standard de Lieja | Bélgica  | 2009 |
| Copa de Bélgica             | Standard de Lieja | Bélgica  | 2011 |
| Primeira Liga               | S. L. Benfica     | Portugal | 2016 |
| Copa de la Liga de Portugal | S. L. Benfica     | Portugal | 2016 |
| Supercopa de Portugal       | S. L. Benfica     | Portugal | 2017 |
| Copa de Bélgica             | Standard de Lieja | Bélgica  | 2018 |